# Alan Watts

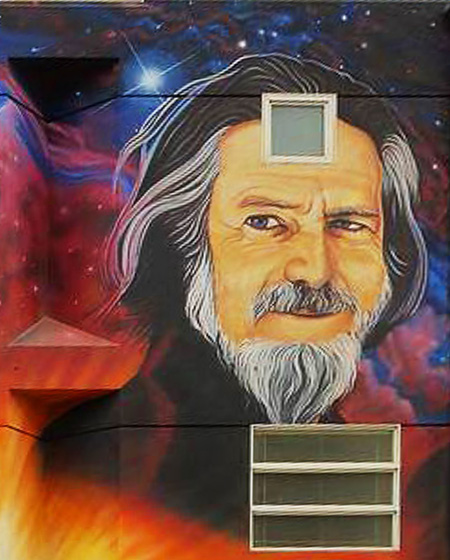
Muurschildering van Alan Watts in Californië

Alan W. Watts (Chislehurst, Londen, 6 januari 1915 – Mount Tamalpais, 16 november 1973) was een Engels filosoof, schrijver, spreker, anglicaans priester, hoogleraar en beoefenaar van de vergelijkende godsdienstwetenschappen. Hij verdiepte zich met name in de filosofie van zen, het boeddhisme en het taoïsme, en heeft met zijn werk een belangrijke bijdrage geleverd aan de introductie en popularisering van Aziatische religie en filosofie in het Westen.
Hij publiceerde meer dan 25 boeken en vele artikelen over onderwerpen als identiteit, de uiteindelijke aard van de realiteit, hogere bewustzijnstoestanden, de zin en betekenis van het leven, godsbeelden en menselijk geluk.
Watts waarschuwde, mét andere grote pioniers op het gebied van religie en menselijk bewustzijn zoals Aldous Huxley, Timothy Leary, John Lilly en Gregory Bateson, al in een vroeg stadium voor de gevaren van een al te radicale onttovering dan wel reductionistische objectivering van de (westerse) werkelijkheid:
"Inability to accept the mystic experience is more than an intellectual handicap. Lack of awareness of the basic unity of organism and environment is a serious and dangerous hallucination. For in a civilization equipped with immense technological power, the sense of alienation between man and nature leads to the use of technology in a hostile spirit – to the "conquest" of nature instead of intelligent co-operation with nature." (Alan Watts, Psychedelics and Religious Experience, 1968)
In 2021 werd een spreektekst van Watts verwerkt en in het nummer How to listen to this album van de DJ Stereoclip en in 2023 in het nummer Tales from the Real World van de technoartiest Laurent Garnier.